# Ніна Мерседес
Маріца Віллареаль (англ. Nina Mercedez; нар. 10 листопада 1979, Корпус-Крісті, Техас, США), відома як Ні́на Мерсе́дес — американська порноакторка, продюсерка, режисерка і букерка.

## Біографія
Народилась у Техасі, її сім'я має мексиканське та італійське походження.
Школу не закінчила, пропрацювавши у різних місцях: барвумен, моделлю.
Під час свого контракту з «Vivid» познайомилась з маркетинговим керівником Реймондом Бальбоа. У червні 2008 вони одружились.

### Порноіндустрія
Від потрапляння в порноіндустрію і до 2005 року знімалася з порностудією «Vivid Entertainment», на початку 2006 пішла зі студії. Пізніше створила власну компанію «Heartbreaker Films», яка поширюється «LFP Video Group». Наступного місяця компанія уклала договір з «FunBox Mobile Corporation», який передбачає заповнення вебсайту контентом, включаючи шпалери, відеоролики і поради в сексі від Ніни Мерседес, доступним на мобільних телефонах. Того ж року вона запустила партнерську програму XXXSexCash.com, а потім зробила дворічну перерву, щоб зосередитися на створенні сайту, та повернулася в липні 2010 року.
15 червня 2013 року Мерседес запустила лінію одягу та купальників «La Scorpia». Їй раніше належав сайт CosplayStars.com, на якому розміщувалися її фото поряд з іншими порноакторками, переодягненими в костюми геронь коміксів на фестивалі Wizard-World Comic-Con.

## Номінації та нагороди
- 2002: Adult Nightclub & Exotic Dancer Award — Екзотична танцівниця/виконавиця року[19]
- 2004: Adult Nightclub & Exotic Dancer Award — Екзотична танцівниця року[19]
- 2006: AVN Award номінація — Найкраща сцена анального сексу — Фільм
- 2007: AVN Award номінація — Найкраща акторка — Відео
- 2007: F.A.M.E. Award номінація — Найгарячіше тіло[20]
- 2008: F.A.M.E. Award номінація — Улюблений бюст[21]
- 2008: AVN Award номінація — Найкраща лесбійська сцена — Відео
- 2009: AVN Award номінація — Найкраща сцена лесбійського групового сексу
- 2009: AVN Award номінація — Найкраща лесбійська сцена встрьох
- 2011: Adult Nightclub & Exotic Dancer Awards — Міс ExoticDancer.com року[22]
- Latina Porn Awards — Виконавиця десятиліття[23]